# Myles Kennedy
Myles Kennedy, nato Myles Richard Bass (Boston, 27 novembre 1969), è un cantautore e chitarrista statunitense, noto per essere il frontman del gruppo musicale hard rock Alter Bridge, nonché la voce del gruppo solista di Slash dal 2010.
Egli è inoltre l'ex-cantante dei The Mayfield Four e del gruppo fusion Citizen Swing; ha anche suonato la chitarra per il gruppo strumentale jazz Cosmic Dust. Oltre a Slash, il cui omonimo album di debutto da solista contiene due brani scritti insieme a Kennedy e cantate da quest'ultimo, Kennedy ha collaborato con vari altri artisti, tra i quali Fozzy, Sevendust e gli ex-membri dei Led Zeppelin. Il 2 gennaio 2008 ha dato vita al suo profilo Myspace, mentre il 14 aprile 2012 ha cantato, in occasione dell'ingresso alla Rock and Roll Hall of Fame dei Guns N' Roses alcuni brani del gruppo, dato che Axl Rose non si è presentato sul palco.

## Biografia

### Primi anni

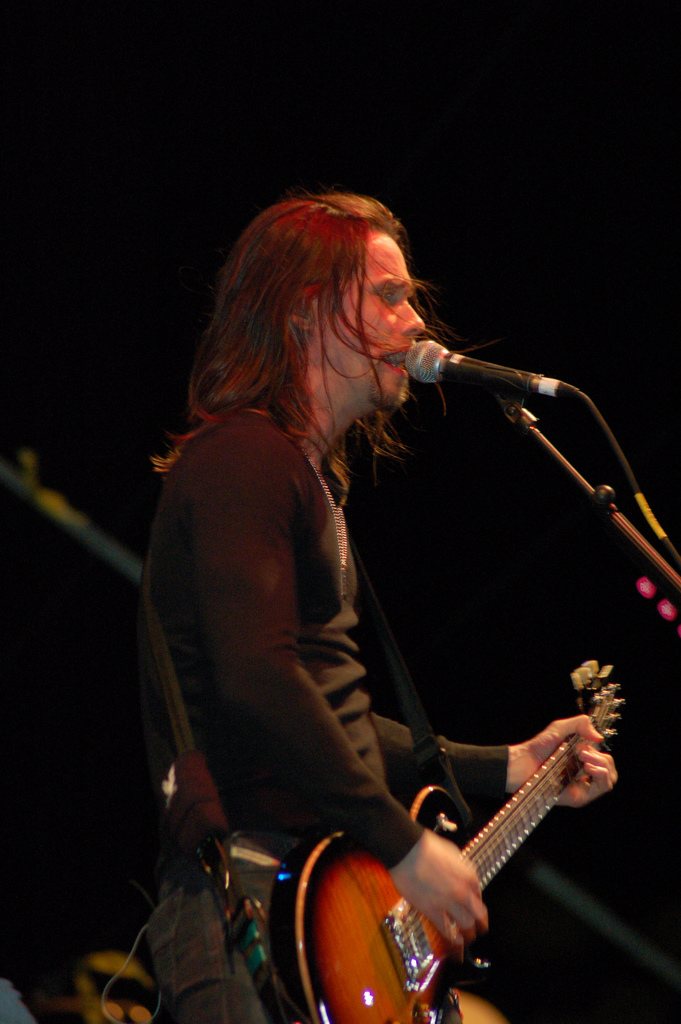
Myles Kennedy in concerto a San Antonio nel 2008

Nato il 27 novembre 1969, Kennedy è cresciuto in una fattoria a Spokane, insieme ai suoi genitori, dopo essersi trasferito ancora piccolo dall'Idaho settentrionale. Ispirato intorno ai 15 anni dai Led Zeppelin, iniziò a suonare la chitarra imparando i loro grandi classici. Deciso fermamente ad apprendere lo strumento, guadagnò i soldi necessari per comprare una chitarra pulendo le stalle per cavalli della sua fattoria, ricevendo un dollaro per stalla. In quel periodo, mentre le sue influenze chitarristiche provenivano principalmente dai Led Zeppelin, la sua formazione canora ebbe invece origine dalla grande passione che nutriva per i classici del soul (come Stevie Wonder e Marvin Gaye) conosciuti sbirciando tra i dischi dei genitori. Ha frequentato la Mead High School sul lato nord di Spokane, insieme a Marty Meisner, Zia Uddin e Craig Johnson (futuri compagni nei The Mayfield Four); durante la sua permanenza nell'istituto suonò la chitarra nel gruppo jazz liceale e la tromba nell'orchestra della scuola. Dopo essersi diplomato, Kennedy ha svolto il programma di studi di musica jazz/commerciale al Spokane Falls Community College.
Kennedy intraprese la sua carriera musicale in un gruppo locale di Spokane, chiamato Bittersweet. Ancora all'inizio della sua carriera, Kennedy suonò la chitarra per un gruppo jazz chiamato Cosmic Dust. Il suo lavoro alla chitarra con quest'ultimo gruppo era molto avanzato: utilizzando la sua conoscenza della teoria del jazz in unione alle sue notevoli abilità tecniche, egli combinò il suono della chitarra jazz tradizionale con un tono più tendente al fusion.
Poco dopo la pubblicazione del primo album dei Cosmic Dust, Journey, il bassista Clipper Anderson abbandonò la formazione per trasferirsi a Seattle, venendo sostituito al basso da Dave Turner. Prima di ciò, Kennedy aveva lavorato su un nuovo gruppo che necessitò di un bassista per essere al completo. Così Turner si unì a Kennedy, al chitarrista Craig Johnson, al trombettista Geoff Miller ed al batterista Mike Tschirgi, dando vita ai Citizen Swing.

### Citizen Swing e The Mayfield Four
Similmente al ruolo da lui svolto nei Cosmic Dust, Kennedy suonò la chitarra per i Citizen Swing, oltre a provvedere alle parti vocali. Il gruppo suonò il primo concerto agli inizi del 1993, presso il Big Dipper di Spokane, mentre l'ultimo fu eseguito nel giugno 1996. Nel corso della carriera il gruppo pubblicò gli album in studio Cure Me with the Groove e Deep Down, dei quali Kennedy curò tutti i testi e le musiche dei brani. Deep Down fu auto-finanziato e non poté essere acquistato se non presso le sedi durante i concerti del gruppo. Durante gli impegni con i Citizen Swing, Kennedy collaborò con diversi musicisti dall'estate del 1995.
Nell'agosto del 1996 Kennedy divenne cantante solista, chitarrista e compositore del gruppo rock alternativo The Mayfield Four, formato in quel periodo con gli amici d'infanzia Zia Uddin, Marty Meisner e Craig Johnson (anch'egli ex-Citizen Swing). Il gruppo venne definito come "Jeff Buckley che incontra i Soundgarden durante un tributo ai Led Zeppelin".
I The Mayfield Four ottennero molto successo, svolgendo il ruolo di gruppo d'apertura per gruppi quali Creed, Fuel e molti altri: è durante l'attività dal vivo del gruppo che Kennedy incontrò Mark Tremonti, chitarrista e fondatore dei Creed con cui in seguito avrebbe fondato gli Alter Bridge.
Per ragioni non rivelate, Craig Johnson venne licenziato nel 1999 e il gruppo proseguì la propria attività musicale come un trio: durante il loro ultimo concerto, Johnson venne sostituito da un chitarrista (Alessandro Cortini), non considerato comunque membro ufficiale del gruppo. I The Mayfield Four registrarono il demo Thirty Two Point Five Hours, grazie al quale ottennero un contratto con la Epic Records, con la quale pubblicarono un EP live e due album in studio, intitolati rispettivamente Motion, Fallout e Second Skin.
I The Mayfield Four si sciolsero nel 2002, nonostante agli inizi del 2010 tre brani inediti apparvero sulla loro pagina Myspace, generando voci su una possibile riunione del gruppo (fatto tuttavia smentito dallo stesso Kennedy).

### Alter Bridge

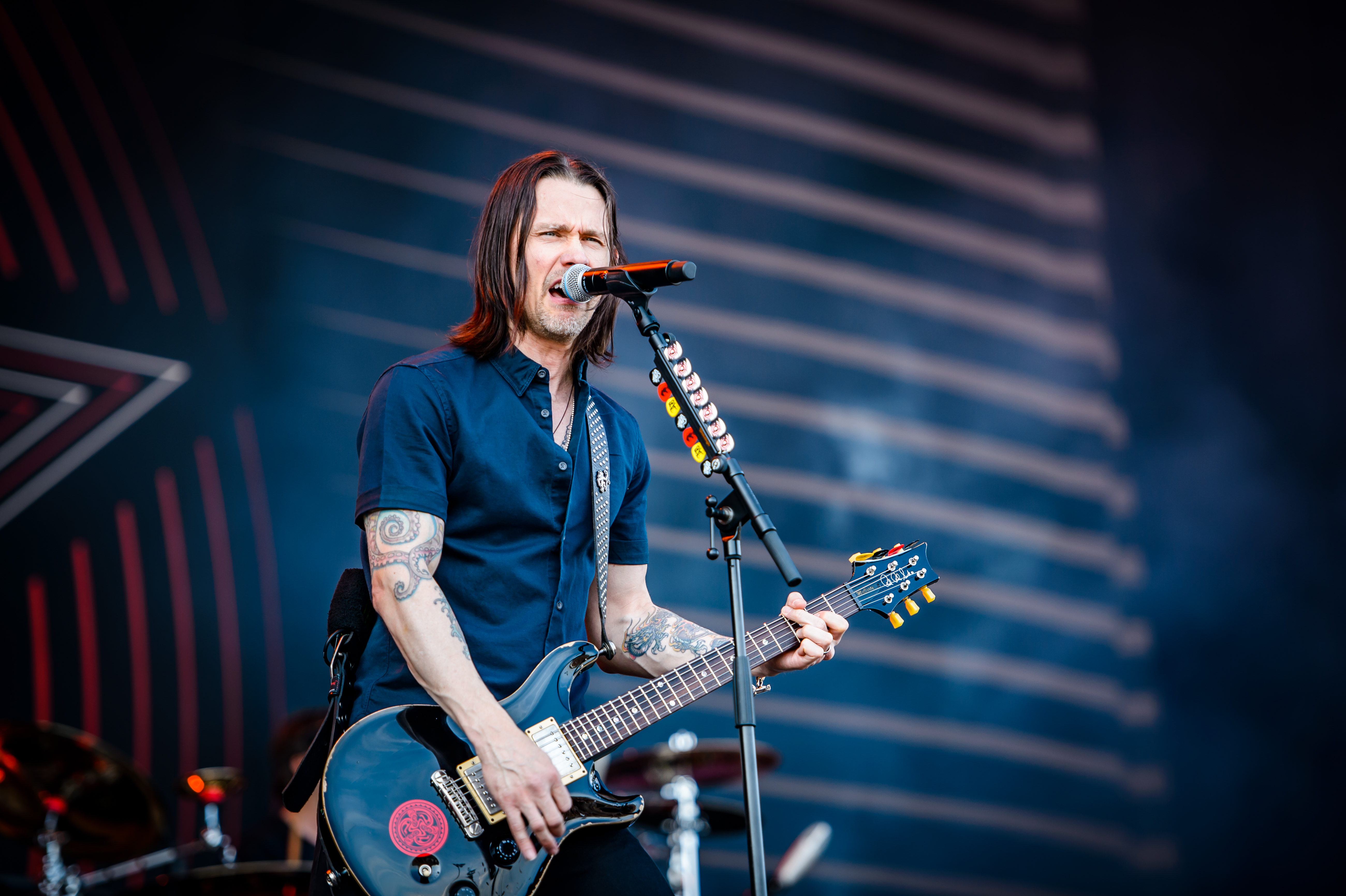
Kennedy nel 2017 con gli Alter Bridge

In seguito allo scioglimento dei The Mayfield Four, Kennedy venne richiesto da Slash per un provino come cantante dei Velvet Revolver, rifiutando tuttavia l'offerta. Il 27 maggio 2003 si sposò con Selena Frank, mentre l'anno successivo fu contattato dal chitarrista dei Creed Mark Tremonti per chiedergli di partecipare alla creazione di un nuovo gruppo che si stava formando dalle ceneri dei Creed, i quali si erano da poco sciolti a causa di problemi personali con il cantante Scott Stapp.
Così, nel 2004, nacquero gli Alter Bridge, composto da Kennedy (voce e chitarra), Tremonti (chitarra) e da altri due membri dei Creed: Brian Marshall (basso) e Scott Phillips (batteria). Con questo gruppo, Kennedy ha pubblicato sette album in studio e quattro dal vivo. Gli Alter Bridge si sono esibiti al Classic Rock Roll of Honour Awards il 10 novembre 2010, mentre nel novembre 2011 è stato registrato un loro concerto alla London Wembley Arena, successivamente pubblicato dalla Roadrunner Records nell'aprile 2012 con il titolo di Live at Wembley.

### Slash
Nel novembre 2009 Kennedy ha registrato Starlight, brano presente nell'album omonimo di Slash pubblicato il 31 marzo 2010 e trasmesso in anteprima il 23 dello stesso mese da ESPN Radio. All'interno dell'album è presente anche Back from Cali, brano registrato insieme a Slash nel febbraio 2010. All'album ha fatto seguito il tour Slash featuring Myles Kennedy, nel quale sono stati proposti, oltre a quelli presenti in Slash, brani dei Guns N' Roses, dei Velvet Revolver e degli Slash's Snakepit, oltre a Rise Today degli Alter Bridge.
Nel giugno 2010 è stato annunciato che il concerto alla Manchester Academy, tenuto il 3 luglio nell'omonima città inglese, sarebbe stato registrato e pubblicato su CD. Solo 1 200 copie del disco sono state rese disponibili, di cui 350 vendute dopo il concerto stesso. Intitolato Live in Manchester 3 July 2010, il disco è stato registrato, missato e masterizzato dalla Abbey Road Studios durante lo spettacolo. Kennedy in seguito ha registrato una versione acustica di Back from Cali, più una versione acustica del noto brano dei Guns N' Roses Sweet Child o' Mine, incluse entrambe nell'edizione deluxe di Slash.

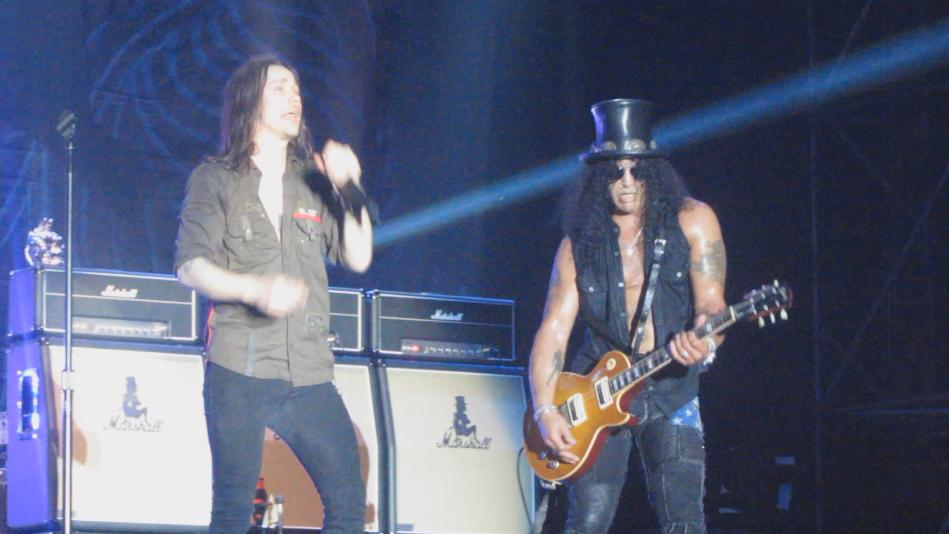
Myles Kennedy e Slash in concerto a Roma nel 2011

In un'intervista concessa da Slash nel corso del Sunset Strip Music Festival 2010, il chitarrista ha rivelato la possibilità di realizzare un album in collaborazione con Kennedy. Durante il suddetto festival musicale, Kennedy ha eseguito Paradise City dei Guns N' Roses insieme a Slash e Fergie. Il 12 maggio 2012 è stato pubblicato Apocalyptic Love di Slash, Kennedy e dei The Conspirators, a cui ha fatto seguito un tour che ha visto in formazione Slash alla chitarra, Kennedy alla voce, Todd Kerns al basso, Brent Fitz alla batteria e un chitarrista ritmico che si aggiunge nel tour.

Riguardo alla differenza tra il lavorare con gli Alter Bridge e il gruppo di Slash, Kennedy ha detto:
 Nel 2014 i due, nuovamente insieme ai The Conspirators, hanno realizzato e pubblicato World on Fire.

### Carriera solista
In occasione di un'intervista, Kennedy ha rivelato di essere al lavoro a un album solista, spiegando che il materiale è pensato per avere un suono "sognante" e meno aggressivo rispetto a quanto realizzato con gli Alter Bridge; più tardi ha aggiunto che la scrittura dei testi è basata più sul cantante. Successivamente, il cantante ha rivelato di essere in possesso all'incirca di 35 brani da scegliere per l'album e che sta lavorando per il disco dal 2009. Kennedy ha eseguito un paio di concerti personali, uno dei quali era uno spettacolo di beneficenza al Bofest, avvenuto il 17 ottobre, dove ha suonato alcuni brani degli Alter Bridge e dei The Mayfield Four più quattro cover, senza tuttavia eseguire brani tratti dalla sua carriera solista.

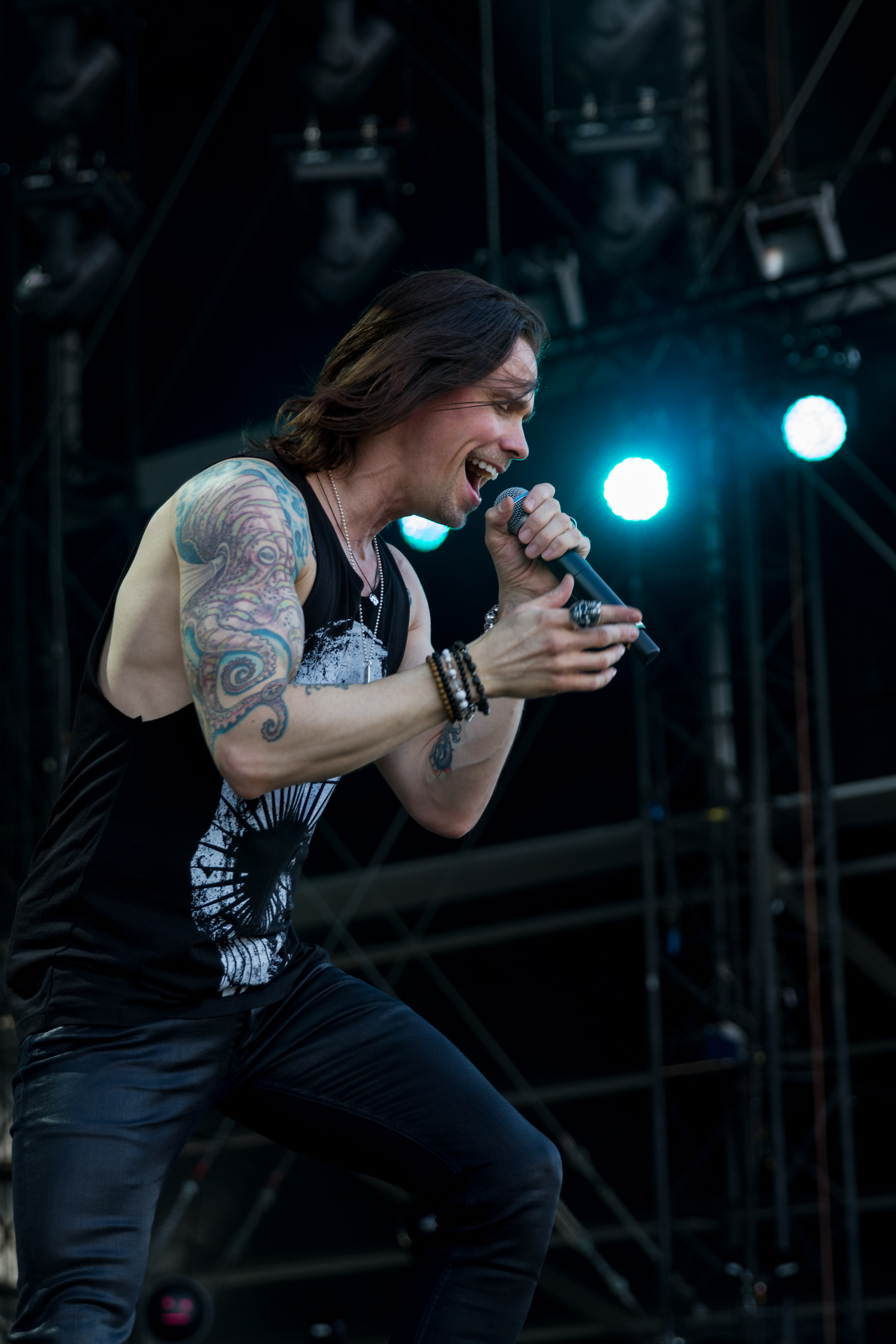
Myles Kennedy nel 2015

Nel corso di una successiva intervista, Kennedy ha rivelato che l'album è stato registrato a Vancouver e che sarebbe stato pubblicato nei primi mesi del 2010, prima per il download digitale e dopo in formato fisico; nel numero del gennaio 2010 di Guitarist UK, ha annunciato tre titoli di altrettanti brani che sarebbero dovuti apparire nel suo album: The Light of Day, Complicated Man e The Bar Fly.
Il 1º febbraio 2010, il chitarrista Slash ha annunciato via Facebook che avrebbe fatto la sua apparizione sul disco solista di Kennedy. Tuttavia, il 19 aprile dello stesso anno Kennedy ha annunciato di aver temporaneamente messo in attesa il suo album solista per concentrarsi maggiormente su Slash e sugli Alter Bridge.
Il 14 agosto 2015 è stato rivelato che il cantante ha ultimato le registrazioni per il suo album solista presso i Tiny Pocket Studios di Yorktown Heights (New York). Il 20 novembre 2017 Kennedy ha annunciato il titolo dell'album, Year of the Tiger, aggiungendo che sarebbe stato un concept album con influenze blues rock. Uscito il 9 marzo 2018, il disco è stato anticipato tra dicembre 2017 e marzo 2018 da quattro singoli: il singolo omonimo, Haunted by Design, Devil on the Wall e Love Can Only Heal.
Nello stesso anno ha collaborato con il chitarrista Mark Morton dei Lamb of God per la realizzazione del brano Save Defiance, pubblicato il 22 febbraio 2019 come singolo estratto dall'album Anesthetic.